# Syngrapha ain
Syngrapha ain là một loài bướm đêm trong họ Noctuidae.